# Detlef Ignasiak
Detlef Ignasiak (* 12. September 1950 in Berlin) ist ein deutscher Germanist, Historiker, Autor und Verleger.

## Leben
Von 1967 bis 1970 machte Ignasiak eine Berufsausbildung mit Abitur als Hotelkaufmann, der dann 1970–1974 ein Studium der Germanistik, Geschichte und Pädagogik in Jena folgte. Danach arbeitete er als Lehrer in Berlin. Im Jahre 1978 zog er nach Jena. Ignasiak promovierte 1981 in Jena mit einer Arbeit über Bertolt Brechts Kalendergeschichten. Von 1981 bis 1985 war er als Deutschlektor an der Universität Posen tätig. Dem folgten die Stationen: wissenschaftlicher Assistent in Jena, 1990 die Habilitation zur Literaturgeschichte Thüringens im Barock und seit 1992 freiberufliche Tätigkeit. 
Er ist Gründer der im gleichen Jahr gegründeten Thüringischen Literarhistorischen Gesellschaft PALMBAUM e. V. und Herausgeber der gleichnamigen Zeitschrift. Im Jahre 1995 erfolgte die Gründung des Quartus-Verlags in Bucha bei Jena. Er publiziert hauptsächlich zu Themen der thüringischen Landesgeschichte, Literaturgeschichte und Museumskunde.

## Werke (Auswahl)
- Bertolt Brechts "Kalendergeschichten": Studien zu den Quellen, den historischen und biografischen Bezügen der kurzen Erzählprosa des Dichters von 1935 bis 1956, Diss. A Jena 1981.
- Literatur und Literaturverhältnisse in Thüringen in der frühen Neuzeit: Bausteine für eine territorialhistorisch orientierte Literaturgeschichte, Diss. B Jena 1990.
- Ernst der Fromme. Herzog von Sachsen-Gotha, Ein Zeit- und Lebensbild (Mitteldeutsche Miniaturen, Band 5). quartus-Verlag, ISBN 3-931505-89-8.
- An der Saale und im Holzland. Ein kulturhistorischer Führer. quartus-Verlag, Jena 1997. ISBN 3-931505-17-0.
- An der Saale und im Holzland: ein kulturhistorischer Führer für die Umgebung der Universitätsstadt Jena. quartus-Verlag, Jena 2023, ISBN 978-3-947646-42-5.
- Das literarische Jena: Autoren-Galerien und Dichter-Stätten. quartus-Verlag, Jena 2012, ISBN 978-3-943768-04-6.
- Alles zu Nutzen: Beiträge zur Thüringer Barockliteratur. quartus-Verlag, Jena 2019, ISBN 978-3-943768-49-7.